# Хамбюхен, Фабиан
Фа́биан Ха́мбюхен (нем. Fabian Hambüchen, род. 25 октября 1987 года, Бергиш-Гладбах, Северный Рейн-Вестфалия, ФРГ) — немецкий гимнаст, олимпийский чемпион 2016 года на перекладине, чемпион мира 2007 года и 6-кратный чемпион Европы. Наиболее успешно выступает на перекладине.

## Биография

### 2002—2004 гг.
Первые победы на соревнованиях международного уровня пришли к Фабиану Хамбюхену в 2002 г., когда он стал победителем Чемпионата Европы среди юниоров. Два года спустя он повторил свой успех, но на своих первых Олимпийских играх в Афинах стал только 7-м в упражнениях на перекладине и 8-м в общекомандном зачёте.

### 2005—2008 гг.
Своё первое «золото» на соревнованиях высокого уровня Фабиан получил на Чемпионате Европы в Дебрецене (2005) — в упражнениях на перекладине. Годом спустя на Чемпионате мира по спортивной гимнастике в Орхусе он завоевал две бронзовые награды (в многоборье и в опорном прыжке). 2007 год принёс ему пять медалей — «золото», «серебро» и «бронзу» на Чемпионате мира в Штутгарте и «золото» и «серебро» на Чемпионате Европы в Амстердаме. В том же 2007 году Фабиан Хамбюхен вместе с Магдаленой Нойнер были признаны спортсменами года в Германии.
На Чемпионате Европы 2008 он выиграл свою очередную золотую медаль — в упражнениях на перекладине.

### Летние Олимпийские игры в Пекине
На Олимпиаде в Пекине Хамбюхен занял 4-е и 7-е места в упражнениях на параллельных брусьях, в вольных упражнениях и в многоборье, но занял 3-е место в упражнениях на перекладине, завоевав, таким образом, свою первую олимпийскую награду.

### 2009—2012 гг.
В 2009 году на очередном Чемпионате Европы, проходившем в Милане, немецкому спортсмену удалось завоевать сразу две золотые и одну бронзовую награды. По результатам своих выступлений на Чемпионатах мира и Европы в следующем, 2010 году ему удалось положить в свою «копилку» ещё три бронзовые медали.
На Чемпионатах Германии в 2011 и 2012 гг. Хамбюхену удалось завоевать три награды высшего достоинства.

### Летние Олимпийские игры в Лондоне
Фабиан Хамбюхен был одним из гимнастов, представлявших Германию на Олимпийских играх в Лондоне и смог завоевать серебряную медаль в упражнениях на перекладине, уступив Эпке Зондерланду из Нидерландов. Фабиан продемонстрировал самую чистую работу на снаряде, но для золотой медали немного не хватило сложности программы (7,9 у Зондерланда и 7,5 у Хамбюхена). Фабиан обновил свою программу выполнив очень интересную, разноплановую и сложную связку "Адлер с поворотом на 180 (D) + Ткачёв прямым телом (D) + Рыбалко (D) + сальто Погорелова (Е)" .

### 2013 г.
На проходившем в апреле 2013 года V Чемпионате Европы по спортивной гимнастике (Москва) Ф. Хамбюхен занял 6-е место в упражнениях на перекладине.
На чемпионате мира по спортивной гимнастике-2013 (Антверпен) стал бронзовым призёром в многоборье и серебряным в упражнении на перекладине.

### Европейские игры
На Европейских играх в Баку (2015) занял второе место в вольных упражнениях.

### Универсиада-2015
После Европейских игр Фабиан принял участие в Летней Универсиаде 2015 в Кванджу, где завоевал «золото» в упражнениях на перекладине.

### Летние Олимпийские игры в Рио
Успешным стало и выступление на Олимпиаде в Рио, где Фабиан Хамбюхен впервые в своей карьере стал олимпийским чемпионом.